# All These Things That I’ve Done
All These Things That I’ve Done – singel zespołu The Killers z ich debiutanckiego albumu Hot Fuss wydany 30 sierpnia 2004 roku.

## Lista utworów
Brytyjska 7"
1. „All These Things That I’ve Done” (Flowers)
2. „Andy, You're a Star (Zane Lowe Radio 1 Session)” (Flowers)

Brytyjski CD
1. „All These Things That I’ve Done”
2. „All These Things That I’ve Done (Radio Edit)”
3. „Why Don’t You Find Out For Yourself? (Zane Lowe Radio 1 Session)” (Morrissey/Alain Whyte)
4. „All These Things That I’ve Done (Video)”

Europejski CD
1. „All These Things That I’ve Done (Radio Edit)”
2. „All These Things That I’ve Done”

Australian/European Maxi CD
1. „All These Things That I’ve Done (Radio Edit)”
2. „All These Things That I’ve Done”
3. „Mr. Brightside (The Lindbergh Palace Club Remix)” (Flowers/Keuning)
4. „All These Things That I’ve Done (Video)”